# Onderhoud
Onderhoud is het totaal van activiteiten met als doel, het in "een aanvaardbare conditie" houden of terugbrengen van machines, gebouwen, verkeersinfrastructuur, computerprogramma's, natuur enzovoort, teneinde de "gevraagde mate van functionaliteit" te borgen.
De "gevraagde mate van functionaliteit" is te definiëren voor de aspecten:
1. Veiligheid; de mate waarin het behoedt voor lichamelijke schade
2. Bruikbaarheid; de mate waarin het helpt met een bepaalde activiteit
3. Duurzaamheid; de mate waarin het behoedt voor onnodige inzet van mankracht en uitputting van energie en grondstoffen
4. Comfort; de mate waarin het behoedt voor een onprettige beleving of gevoel
5. Uitstraling; de mate waarin het een subjectieve ervaring van "schoonheid" geeft

Er is vaak sprake van een geleidelijke afname van de functionaliteit maar in een beperkt aantal gevallen gaat de functionaliteit meteen verloren. Bijvoorbeeld het schilderwerk gaat er gelijkelijk steeds slechter uitzien, maar een pomp van de centrale verwarming kan er in eens mee ophouden.
Er is duidelijk verschil tussen een aanpassing, een verandering en onderhoud. Onderhoud heeft als doel de staat waarin het verkeert en waarvan we vinden dat deze niet voldoet aan de vraag naar functionaliteit terug te brengen naar een eerdere (betere) staat. Deze staat kan bereikt worden door een reparatie, door een reiniging of door controle of vervanging van versleten onderdelen. Het nalaten van onderhoud zal de levensduur verkorten. De staat waarin iets (een zaak) verkeert wordt vooral bepaald door de prestatie die een zaak levert. Bij een technische zaak zal dit veel eerder uitsluitend op de prestatie zijn dan bij een zaak die in het zicht zit. Bijvoorbeeld een cv-ketel zal uitsluitend worden beoordeeld op het goed functioneren. De prestatie wordt geborgd door onderhoud aan de cv-ketel. Bij een keukenblok zal ook de mate waarin het er nog netjes uit ziet meespelen.
Bij het uitvoeren van onderhoud wordt een nieuwe, betere staat bereikt. Er wordt dus teruggegaan naar een eerdere betere staat, maar niet per se naar een nieuwstaat. Bij de eenvoudigste onderhoudsactiviteiten zoals schoonmaken wordt een aanvaardbare situatie bereikt. Dit is ook de bedoeling van onderhoud: Een aanvaardbare situatie bereiken.
Een lamp vervangen omdat deze defect is of zwakker is gaan branden is onderhoud, een extra lamp toevoegen is een aanpassing of installatie.
Het deurklink verwijderen, omhoog draaien en weer terug zetten zodat kleine kinderen de deur niet kunnen openen is een aanpassing, een andere deurklink monteren omdat je die mooier vind is een verandering. De deurklink uitnemen, schoonmaken, oliën en terugzetten is onderhoud.
De term onderhoud wordt vaak gebruikt in combinatie met de term beheer. Beheer en onderhoud zijn alle activiteiten om van alle zaken die onderhoud behoeven eerst door goed beheer de onderhoudslast in beeld te brengen en daarna door goed onderhoud ook in een aanvaardbare situatie brengen. Bij beheer moet men dan denken aan inspectie, controle, keuringen en certificering van betreffende zaken.

## Soorten onderhoud (voornamelijk vastgoed, bouwkundig)

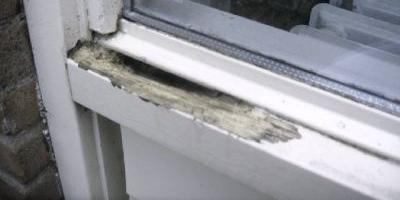
Houtrot aan een kozijn (tussendorpel of kalf)

Categorieën onderhoud aan gebouwen, terreinen en installaties zijn:

1 Reactief (onderhoud plegen omdat er een dwang of drang aanwezig is)
- Klachtenonderhoud: om gebreken te herstellen na bijvoorbeeld de melding van een klacht van een ondeskundige persoon, bewoner of gebruiker die de klacht ervaart;
- Service onderhoud: een andere, betere manier om klachtenonderhoud te beschrijven;
- Correctief onderhoud: om gebreken te herstellen na bijvoorbeeld de melding van een "klacht" van een bevoegd persoon (facilitair medewerker), een constatering van een deskundig persoon (medewerker technische dienst) of een automatisch gegenereerde melding van een storing door een installatie;
- Curatief onderhoud: om ontstane gebreken te herstellen, waarna het gebrek niet meer op kan treden.

2 Proactief (onderhoud plegen op basis van bekendheid met of kennis van het gebouw met terrein en installaties):
- Preventief onderhoud: ter voorkoming van defecten;
- Periodiek onderhoud: onderhoud dat zeer regelmatig wordt uitgevoerd aan vooral installaties maar ook bouwkundige zaken om schade of uitval te voorkomen (risico mijdend);
- Planmatig onderhoud: ter voorkoming van defecten, op een gestructureerde wijze in de tijd. Bijvoorbeeld door gebruik te maken van een onderhoudsplan;
- Mutatieonderhoud: onderhoud bij wijziging van de huurder (huurwoningen) of wijziging van de verhuurovereenkomst (commercieel vastgoed);
- Toestand afhankelijk onderhoud: onderhoud uitgevoerd na inspectie waarbij de toestand waarin de zaak verkeert bepalend is voor de mate van uit te voeren onderhoud per direct;
- Conditiegestuurd onderhoud: onderhoud uit te voeren aan onderhoudsgevoelige zaken op basis van een onderzoek naar de toestand waarin deze onderhoudsgevoelige zaken verkeren, zoals met een conditiemeting conform de NEN 2767. Dit kan zijn per direct maar ook op termijn rekening houdend met de ontwikkeling van de onderhoudsvraag.

3 Additief (onderhoud plegen op basis van een tactisch of strategisch plan en daarmee iets toevoegen naast het reguliere onderhoud)
- Perfectief onderhoud: om de kwaliteit nog verder te verbeteren;
- Adaptief onderhoud: om aan de omgeving aan te passen.

## Soorten onderhoud (installatietechnisch)
Categorieën onderhoud aan complex vastgoed en de vastgoedeigen installaties zijn:
- Klachtenonderhoud: het uitsluitend onderhouden op basis van geregistreerde of gemelde klachten. Deze vorm is heel duur vanwege het onvoorspelbare karakter en de overdaad aan communicatie in verhouding tot de geleverde onderhoudsactiviteiten. Veel onderhoudsbedrijven en eigenaren van vastgoed stappen over naar de naam serviceonderhoud om van het negatieve imago dat aan het begrip klacht hangt af te komen.
- Correctief onderhoud: het uitsluitend wijzigen c.q. aanpassen van installaties op basis van aangetroffen afwijkingen waardoor schade is ontstaan of waardoor risico's ontstaan. Deze wijzigingen kunnen voortkomen uit een inspectie door een externe partij of een zogenaamde ronde uitgevoerd door (eigen) technisch personeel.
- Periodiek - of preventief onderhoud (PO): Onderhoud dat uitgevoerd wordt volgens een bepaald onderhoudsschema. Dit soort onderhoud is vooral controlerend van aard.
- Inspectieonderhoud: onderhoud uitgevoerd door een deskundig en vaak ook gecertificeerd personeel aan installaties die een keuring vereisen en waarbij tijdens de inspectie en keuring ook direct bepaald onderhoud moet worden uitgevoerd.

### Methoden van onderhoud (installatietechnisch)

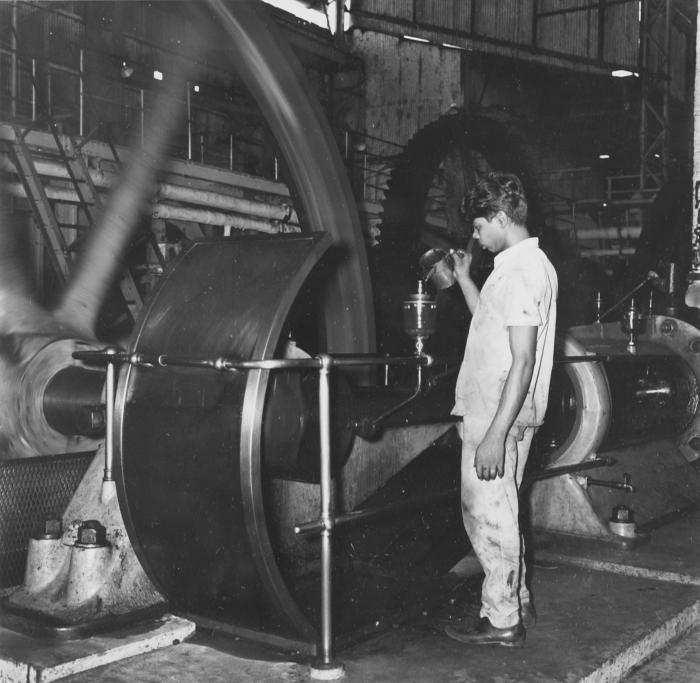
Onderhoud aan een installatie(onderdeel)

- Gebruiksafhankelijk onderhoud (GAO): Methode van preventief onderhoud die wordt uitgevoerd op basis van het aantal gebruiksuren. Dit soort onderhoud is veelal controlerend en herstellend (periodiek vervangen van onderdelen). Een goed voorbeeld van gebruiksafhankelijk onderhoud is onderhoud aan liftinstallaties. Deze vorm van onderhoud is na een aantal onderhoudscontroles zeer goed voorspelbaar (het gedrag van de installatie wordt dan als continu aangenomen). In bijzondere installaties zoals liften worden hiervoor slijtblokjes met markeringen aangebracht om het gebruik ook af te meten.
- Toestandsafhankelijk onderhoud (TAO): Methode van preventief onderhoud op basis van vooraf gestelde criteria. Als voorbeeld een vooruit werkende inspectie of meting (periodiek controleren van kritische parameters). Zo'n korte inspectie kan opgevolgd worden door uitgebreider onderhoud na overschrijden van belangrijke grenswaarden. TAO is een planmatig soort onderhoud, kritieke parameters controlerend en pas bij noodzaak planmatig herstellend (conditieafhankelijk) vervangen van onderdelen. Deze vorm van onderhoud heeft een zeer hoge voorspelbaarheid vanwege de controles.
- Storingsafhankelijk onderhoud (SAO): Methode van onderhoud dat uitgevoerd wordt zodra defecten of storingen optreden. Dit onderhoud is herstellend (vervanging of reparatie van defecte onderdelen en/of corrigeren van afstellingen). Dit is vergelijkbaar met klachten- of serviceonderhoud, echter hier kunnen de defecten ook gemeld worden door automatische systemen of door de eigen technische diensten en beheerders. De voorspelbaarheid van het onderhoud is laag.

## Soorten onderhoud (software)

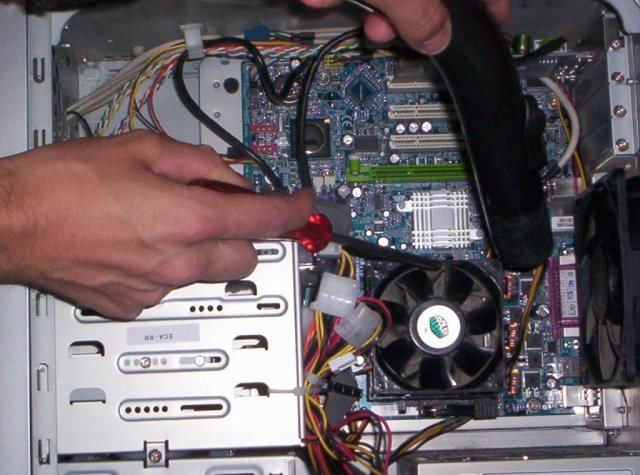
Onderhoud aan een computer

Categorieën onderhoud aan software of applicaties zijn:
- Adaptief onderhoud gaat over het aanpassen vanwege externe ontwikkelingen;
- Additief onderhoud gaat over het aanpassen vanwege nieuwe of aangepaste functionele eisen;
- Correctief onderhoud gaat over het herstellen van geconstateerde fouten;
- Perfectief onderhoud is het verbeteren van de prestaties of de kwaliteit;
- Preventief onderhoud zorgt ervoor dat fouten worden voorkomen;
- Predictief onderhoud dat wordt uitgevoerd voordat het probleem zich zal gaan voordoen. Hiervoor is goede monitoring en extrapolatie nodig van alle kritieke systemen en onderdelen.

## Onderhoud en strategie
De keuze van een goed onderhoudssysteem is bij voorkeur een onderhoudssysteem waarbij voorspelbaarheid zo hoog mogelijk ligt. Dit soort onderhoud leidt (voor de eigenaar) tot lagere onderhoudslast met op langere termijn lagere kosten en een hogere voorspelbaarheid van "fouten" die kunnen optreden in het gebouw, een goed of een systeem. Voor de gebruiker (de klant, de huurder of de bewoner) leidt de keuze voor een goed onderhoudssysteem tot een betrouwbaarder, veiliger en bruikbaarder gebouw, goed of systeem. Wanneer ook de eisen, die de overheid stelt aan nieuwbouw, in het kader van duurzaamheid en energiehuishouding worden meegenomen leidt het ook tot een duurzamer gebouw.
Goed onderhoud verhoogt de bruikbaarheid, de betrouwbaarheid (dus de functionaliteit van het gebouw). Daarnaast verhoogt goed onderhoud de veiligheid en de gezondheid van het gebouw en daarmee indirect de gebruiker. Goed onderhoud verlaagt de gebruikerslasten van het vastgoed, omdat voorspelbaar onderhoud ervoor zorgt dat ook de inzet van middelen te plannen is. Het beste voorbeeld is dat van de tl-lampen.

tl-lampen gaan een aantal branduren mee. Dat betekent dat gemiddeld iedere tl-lamp gedurende bijvoorbeeld 2500 uur kan branden. Nu zijn er drie mogelijkheden om daar mee om te gaan:
1. vervanging op basis van klachten: als een lamp kapotgaat;
2. systematische vervanging op basis van een van tevoren ingeschat moment;
3. statistische vervanging op basis van een van tevoren ingenomen standpunt over de eerste storing en de daarop volgende vervangingshandeling. De eerste lamp die kapot gaat bepaalt het vervangingssysteem.
4. conditie afhankelijke vervanging. De conditie van de lampen tezamen bepaalt exact wanneer de lampen niet meer betrouwbaar functioneren en allen tegelijk worden vervangen. Tot dat moment worden alleen noodzakelijke of kritische lampen vervangen.

In situatie 1 wordt door een (niet noodzakelijk deskundige) medewerker van de organisatie iedere lamp vervangen die kapot gaat. Dan komt er eerst een klacht, die naar de medewerker wordt gestuurd, daarna gaat de medewerker een lamp halen en meldt zich bij de betreffende klager en vervangt daar de lamp. De technische medewerker meldt de klacht gereed en de klager is weer tevreden. Het aantal uren dat gemoeid is met de communicatie en voorbereiding is vele malen groter dan dat er uren opgaan aan het verhelpen van de storing. Op den duur zijn alle lampen ten minste één keer en sommige misschien wel twee keer vervangen. Er is geen overzicht over de staat van iedere lamp. Omdat de klagers iedere keer alleen maar klagen kan dit ook ten koste van de sfeer gaan. Als er een periode is waarin veel lampen in een korte tijd achter elkaar kapotgaan, ontstaat mogelijk een onhoudbare situatie.
In situatie 2 worden alle lampen in één keer vervangen na een bepaalde, vaste periode. Enerzijds is dat efficiënt. Anderzijds vervangt men veel lampen die nog niet aan het einde zijn van hun technische levensduur.
In situatie 3 worden de lampen in de gaten gehouden. Als er één stoort, kan ermee volstaan worden één lamp te vervangen, maar bij de tweede of de derde storing aan de lampen (en zeker als dat vlug na de eerste storing is) kan men de lampen alsnog systematisch gaan vervangen. In deze situatie is sprake van een leermoment. Het wordt duidelijk hoe de lampen zich gedragen en er kan een berekening worden gemaakt van het meest geijkte moment om alle lampen te vervangen. Op die manier wordt de discussie van de 'te vroeg vervangen lampen' vermeden. Anderzijds wordt vermeden dat er veel klachten komen.
In situatie 4 bepaalt de conditie van alle lampen tezamen wanneer de lampen allemaal in één keer worden vervangen. Die conditie wordt gemeten volgens de conditiemeting. Wanneer (in het begin) een lamp stuk gaat is dat nog geen indictie dat de meerderheid op korte termijn stuk zal gaan. Echter, als na een bepaalde tijd meerdere lampen tegelijk/vlak na elkaar stuk gaan kan er een conditiemeting worden uitgevoerd naar de staat van de lampen. Als dan blijkt dat de conditie te wensen overlaat (conditie is dan 4, 5 of 6) is vervangen van alle lampen aan de orde.

## Herstelling
Herstelling of reparatie (van het Latijnse reparare “herstellen”) is een techniek en het proces waarbij een defect object wordt hersteld in een functionele staat.